# Cercotrichas coryphaeus
El alzacola del Karoo (Cercotrichas coryphaeus) es una especie de ave paseriforme de la familia Muscicapidae propia del África austral. 

## Descripción

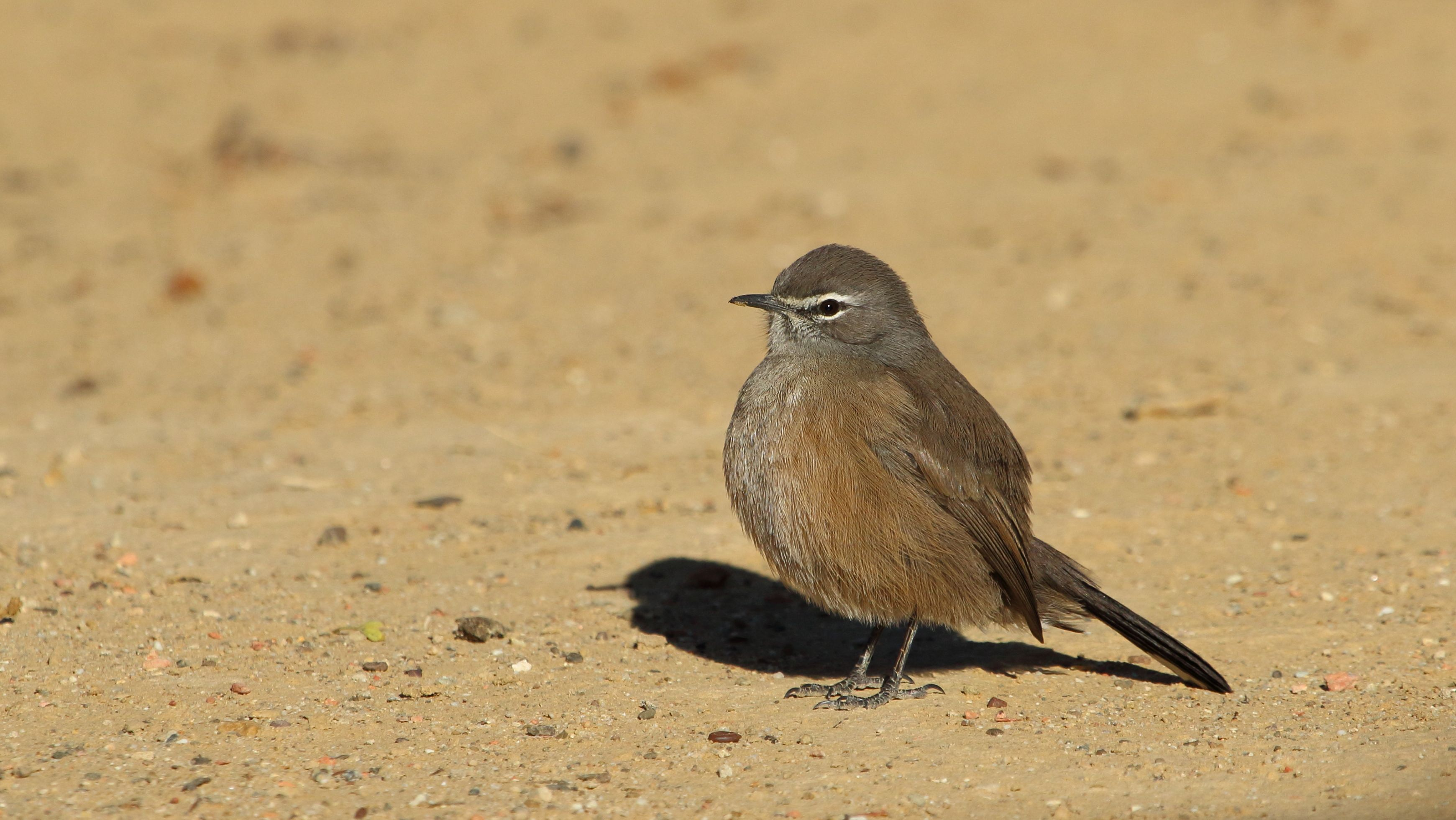
Es un pájaro de tonos parduzcos con un patrón listado en el rostro.

Mide alrededor de 17 cm de largo y pesa unos 19 g. Sus partes superiores son de color pardo grisáceo, con el pecho grisáceo y los flancos y vientres de color canela. Presenta una lista superciliar blanca sobre una fina lista ocular negra. Presenta una anillo ocular banca partida. Su cola es más oscura, que el obispillo y el manto. Sus alas son pardas, y con la parte inferior más clara. Su pico es negro, sus ojos son pardos y sus patas son negras.

## Distribución y hábitat
Se encuentra en Sudáfrica, Lesoto y Namibia. Su hábitat natural son los matorrales secos y la vegetación de tipo mediterráneo. Prefiere las zonas de matorral despejado de alrededor de un metro de altura del Karoo y Namaqualand en Sudáfrica. También se observa ocasionalmente entre la vegetación alta alrededor de las zonas de cultivo.

## Comportamiento

### Alimentación
Se alimenta principalmente de insectos, con predominio de hormigas, aunque también come termitas, escarabajos, orugas, polillas, y pequeños saltamontes. Busca alimento principalmente en el suelo. 

### Reproducción
Es un ave monógama y territorial. Las parejas defienden un territorio todo el año. Construye un nido en forma de cuenco hodo escondido entre una gran variedad de vegetación. Está construido con palitos y forrado con hierba y fibras vegetales fibras, fragmentos de hojas y musgo. Suelen poner entre dos y 4 huevos de color turquesea, con motas pardas.

## Taxonomía
Fue descrito científicamente en 1817 por el ornitólogo francés Louis Jean Pierre Vieillot.
Se reconocen tres subespecies:
- C. c. coryphaeus - se encuentra en el Karoo nama y el Karoo suculento, strandveld y matorrales de la sabana seca del oeste de Lesoto, el sur de la provincia del Estado Libre, y las provincias de Cabo del Norte, Cabo Occidental y Cabo Oriental, de Sudáfrica. Su plumaje es pardo oscuro;
- C. c. abboti Friedman, 1932 - ocupa el desierto del Karoo del sur de Namibia y Cabo del Norte. Tiene la zona subcaudal y la parte inferior de la cola anteadas en lugar de canela como la subespecie nominal;
- C. c. cinerea (Macdonald, 1952) - strandveld y Karoo esculento de sustratos arenosos de las costas occidentales de Sudáfrica. Tiene el plumaje pardo grisáceo en las partes inferiores y más claras que la subespecie nominal.